# Mario Cantone
Mario Cantone, född 9 december 1959 i Stoneham, Boston, Massachusetts, är en amerikansk komiker och skådespelare. Han har bland annat spelat rollen som Anthony Marentino i TV-serien Sex and the City.